# Roman Kwiecień
Roman Piotr Kwiecień (ur. 1971) – polski prawnik, profesor nauk prawnych.

## Życiorys
W latach 1995-1996 ukończył studia prawa i filozofii na Uniwersytecie Marii Curie-Skłodowskiej w Lublinie, w 1999 r. obronił pracę doktorską pt. Miejsce umów międzynarodowych w porządku prawnym państwa polskiego, której promotorem był prof. Lech Antonowicz, w 2005 r. habilitował się na podstawie pracy zatytułowanej Suwerenność państwa. Rekonstrukcja i znaczenie idei w prawie międzynarodowym. W 2015 r. uzyskał tytuł profesora nauk prawnych.
Został zatrudniony na Uniwersytecie Jagiellońskim, na Uniwersytecie Marii Curie-Skłodowskiej w Lublinie, w Wyższej Szkole Humanistyczno-Ekonomicznej im. Jana Zamoyskiego w Zamościu, oraz na Uniwersytecie Ekonomicznym w Krakowie.
Należy do Rady Dyscypliny Naukowej - Nauk Prawnych UJ.